# Pachypleurosauria
Pachypleurosauria é um clado de répteis marinhos fósseis do clado Eosauropterygia do período Triássico. Eles foram animais alongados, medindo em torno de 20 centímetros a 1 metro de comprimento.
Tradicionalmente é agrupado com o Nothosauria formando o clado Nothosauroidea. Rieppel (1999) demonstrou que o Pachypleurosauria formava um grupo-irmão com o Eusauropterygia que era formado pelo Nothosauroidea/Nothosauria e Pistosauroidea (incluindo Plesiosauria). Em 2013, uma análise cladística demonstrou que o grupo estava mais relacionado com o gênero Diandongosaurus e com o Nothosauroidea.
|  | Palatodonta |
|  |             |
|  | Placodontia |
|  |             |

|  | Pistosauroidea |
|  |                |

|  | Corosaurus   |
|  |              |
|  | Cymatosaurus |
|  |              |

|  | Nothosauroidea                                                        |
|  |                                                                       |
|  | \| \| Diandongosaurus \| \| \| \| \| \| Pachypleurosauria \| \| \| \| |
|  |                                                                       |
|  | Diandongosaurus                                                       |
|  |                                                                       |
|  | Pachypleurosauria                                                     |
|  |                                                                       |

|  | Diandongosaurus   |
|  |                   |
|  | Pachypleurosauria |
|  |                   |

|  | Corosaurus   |
|  |              |
|  | Cymatosaurus |
|  |              |

|  | Nothosauroidea                                                        |
|  |                                                                       |
|  | \| \| Diandongosaurus \| \| \| \| \| \| Pachypleurosauria \| \| \| \| |
|  |                                                                       |
|  | Diandongosaurus                                                       |
|  |                                                                       |
|  | Pachypleurosauria                                                     |
|  |                                                                       |

|  | Diandongosaurus   |
|  |                   |
|  | Pachypleurosauria |
|  |                   |

|  | Pistosauroidea |
|  |                |

|  | Corosaurus   |
|  |              |
|  | Cymatosaurus |
|  |              |

|  | Nothosauroidea                                                        |
|  |                                                                       |
|  | \| \| Diandongosaurus \| \| \| \| \| \| Pachypleurosauria \| \| \| \| |
|  |                                                                       |
|  | Diandongosaurus                                                       |
|  |                                                                       |
|  | Pachypleurosauria                                                     |
|  |                                                                       |

|  | Diandongosaurus   |
|  |                   |
|  | Pachypleurosauria |
|  |                   |

|  | Corosaurus   |
|  |              |
|  | Cymatosaurus |
|  |              |

|  | Nothosauroidea                                                        |
|  |                                                                       |
|  | \| \| Diandongosaurus \| \| \| \| \| \| Pachypleurosauria \| \| \| \| |
|  |                                                                       |
|  | Diandongosaurus                                                       |
|  |                                                                       |
|  | Pachypleurosauria                                                     |
|  |                                                                       |

|  | Diandongosaurus   |
|  |                   |
|  | Pachypleurosauria |
|  |                   |

|  | Palatodonta |
|  |             |
|  | Placodontia |
|  |             |

|  | Pistosauroidea |
|  |                |

|  | Corosaurus   |
|  |              |
|  | Cymatosaurus |
|  |              |

|  | Nothosauroidea                                                        |
|  |                                                                       |
|  | \| \| Diandongosaurus \| \| \| \| \| \| Pachypleurosauria \| \| \| \| |
|  |                                                                       |
|  | Diandongosaurus                                                       |
|  |                                                                       |
|  | Pachypleurosauria                                                     |
|  |                                                                       |

|  | Diandongosaurus   |
|  |                   |
|  | Pachypleurosauria |
|  |                   |

|  | Corosaurus   |
|  |              |
|  | Cymatosaurus |
|  |              |

|  | Nothosauroidea                                                        |
|  |                                                                       |
|  | \| \| Diandongosaurus \| \| \| \| \| \| Pachypleurosauria \| \| \| \| |
|  |                                                                       |
|  | Diandongosaurus                                                       |
|  |                                                                       |
|  | Pachypleurosauria                                                     |
|  |                                                                       |

|  | Diandongosaurus   |
|  |                   |
|  | Pachypleurosauria |
|  |                   |

|  | Pistosauroidea |
|  |                |

|  | Corosaurus   |
|  |              |
|  | Cymatosaurus |
|  |              |

|  | Nothosauroidea                                                        |
|  |                                                                       |
|  | \| \| Diandongosaurus \| \| \| \| \| \| Pachypleurosauria \| \| \| \| |
|  |                                                                       |
|  | Diandongosaurus                                                       |
|  |                                                                       |
|  | Pachypleurosauria                                                     |
|  |                                                                       |

|  | Diandongosaurus   |
|  |                   |
|  | Pachypleurosauria |
|  |                   |

|  | Corosaurus   |
|  |              |
|  | Cymatosaurus |
|  |              |

|  | Nothosauroidea                                                        |
|  |                                                                       |
|  | \| \| Diandongosaurus \| \| \| \| \| \| Pachypleurosauria \| \| \| \| |
|  |                                                                       |
|  | Diandongosaurus                                                       |
|  |                                                                       |
|  | Pachypleurosauria                                                     |
|  |                                                                       |

|  | Diandongosaurus   |
|  |                   |
|  | Pachypleurosauria |
|  |                   |

## Gêneros
- Anarosaurus
- Dactylosaurus
- Hanosaurus
- Keichousaurus
- Neusticosaurus
- Pachypleurosaurus
- Serpianosaurus